# Antenne (straling)

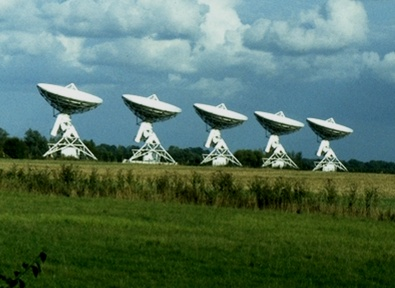
Schotelantennes van een radiotelescoop in Cambridgeshire

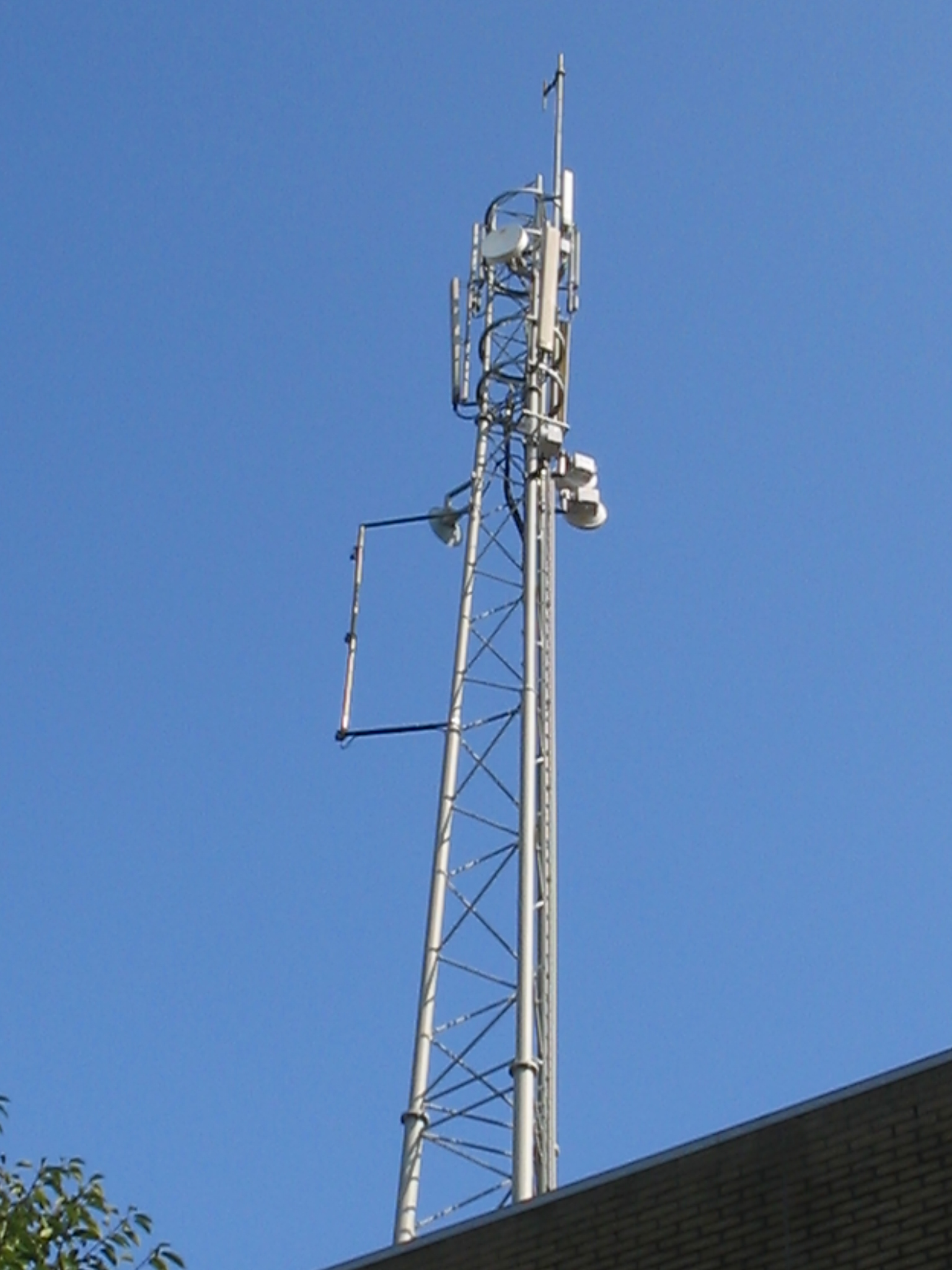
Gsm-mast met schotel- of richtantennes

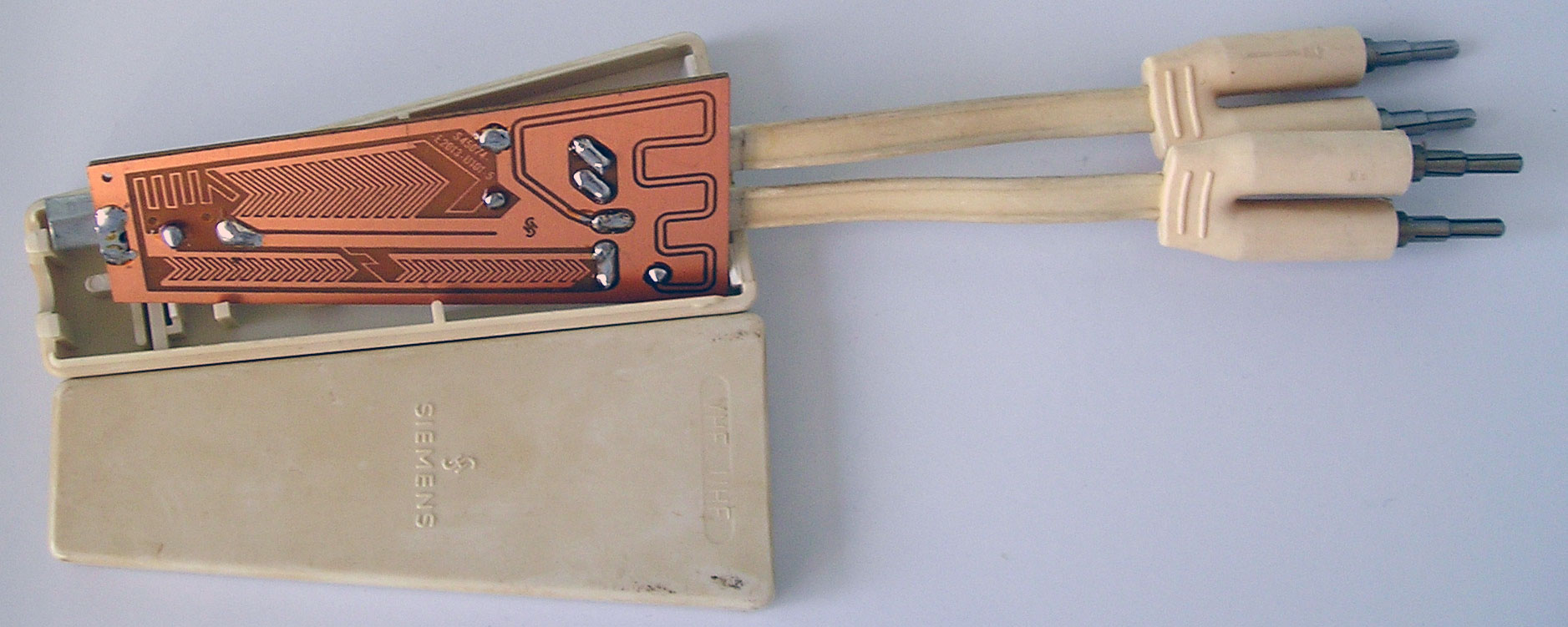
Adapter - splitsen coax antenne signaal naar UHF en VHF

Een antenne is een inrichting voor het uitzenden en het ontvangen van radiogolven. Een antenne zet een radiofrequent (RF) veld om in een wisselstroom of omgekeerd. Er zijn twee basistypes:
- de ontvangstantenne die RF energie ontvangt en omzet in een wisselstroom (AC) om die af te geven aan een elektronisch toestel, en
- de zendantenne die gevoed wordt met een wisselstroom en deze omzet in een RF veld.

In de eenvoudigste vorm bestaat een antenne uit een dunne geleidende draad.
De antenne maakt gebruik van het verschijnsel dat elektromagnetische golven in geleiders een wisselstroom opwekken (bij ontvangen) en omgekeerd dat wisselstroom elektromagnetische golven opwekt (zenden). De geleiders kunnen bestaan uit een of meer draden, een staaf of spriet die vervolgens via een leiding met een ontvanger verbonden zijn. Bij antennes die specifiek voor een bepaald frequentiegebied zijn bedoeld, bestaat er een vaste relatie tussen de lengte van de antenne en het gewenste frequentiegebied. Bij een simpele staafantenne bijvoorbeeld is de lengte voor het beste rendement een kwart van de golflengte van de gemiddelde gewenste frequentie.
In principe zijn er geen verschillen tussen een zend- en ontvangantenne, in de praktijk zullen de gestelde eisen de uitvoering en constructie bepalen. Hooguit zal men bij een hoog-vermogen zendantenne rekening moeten houden met de dikte van de antenne om interne verliezen door onder andere skineffect te vermijden en mogelijke ionisatie van de lucht rond scherpe punten.

## Geschiedenis
In 1885 patenteerde Thomas Alva Edison een systeem met elektrische geleiders om draadloos elektrische signalen over te brengen. Ook Heinrich Rudolf Hertz gebruikte in 1888 bij zijn experimenten om het bestaan van de door James Clerk Maxwell voorspelde elektromagnetische golven te bewijzen, een antenne (de Hertzdipool). Het woord antenna (Latijn: mast) werd voor het eerst door Guglielmo Marconi gebruikt als benaming voor de constructie met geleiders, opgehangen aan een mast, die hij gebruikte bij zijn experimenten met draadloze telegrafie in 1894. De door Nikola Tesla rond 1890 gebruikte spoelen voor inductieve overbrenging van vermogen naar gloeilampen werden door sommigen als een van de eerste vormen van antennes beschouwd, en patenten van Marconi werden daarom in de VS ongeldig verklaard (mogelijk ten onrechte). Duidelijk is wel dat in de beginjaren van draadloze overbrenging van signalen gebruik werd gemaakt van technieken, die berusten op het werk van Tesla, met name het opwekken van hoge frequenties met vonkzenders, en het gebruik van inductiespoelen en mechanische generatoren om het benodigde elektrische vermogen op te wekken. Toen in de jaren twintig van de 20e eeuw de opwekking van radiogolven met een korte golflengte en nog veel hogere frequenties mogelijk werd (Yagi gebruikte in 1928 reeds UHF-zendfrequenties), kwamen ook de afgestemde (bijvoorbeeld voor halve golflengte) antennes in gebruik en werd een grote variëteit aan antennetypes, veelal met bundelende werking, ontwikkeld.
Nederland telt 45.327 gsm-, UMTS- en LTE-antenne-installaties.

## Soorten antennes
- Actieve antenne
- Antenne array
- DASC - actieve antenne (oa) voor DVB-T ontvangst
- Dipoolantenne
- Disconeantenne
- Draadantenne
- Fasegestuurde antenne
- Ferrietstaafantenne
- Fractale antenne
- Frequentie-onafhankelijke antenne
- Gevouwen dipoolantenne
- Golfpijpantenne
- Groundplaneantenne
- Halve-golfantenne (dipoolantenne)
- Hoornantenne
- Isotrope antenne
- Korte dipoolantenne
- Kruisantenne
- Lensantenne
- Lijnantenne
- Logaritmisch periodieke (LP) antenne
- Loopantenne
- Marconi-antenne
- Patch antenne
- Peilantenne
- Quad (antenne)
- Raamantenne
- Rasterantenne
- Richtantenne
- Rombische antenne (ruitantenne)
- Schotelantenne
- Spleetantennes
- Sprietantenne
- Verticale dipoolantenne
- Vlinderantenne
- Windomantenne
- Yagi-antenne (harkantenne)

## Antennetheorie
Voor zowel een zend- als een ontvangstantenne is de richtingskarakteristiek een belangrijke eigenschap. De richtingskarakteristiek toont in welke richting een zendantenne de straling bundelt. Voor een ontvangstantenne geeft de richtingskarakteristiek de gevoeligheid van de antenne aan voor de verschillende richtingen. Sommige ontvangstantennes zijn slechts gevoelig in één bepaalde richting, zodat alleen signalen uit die richting kunnen worden ontvangen en er geen storende gereflecteerde signalen optreden. Dit was bijvoorbeeld van belang voor de ontvangst van analoge televisiesignalen.
Bij zendantennes, bijvoorbeeld voor publieke omroep en televisie kan doordat de zendantennes de straling in het horizontale vlak sterk bundelen, een groot bereik (tot 100 km voor FM en TV frequenties) worden gerealiseerd zonder dat hiervoor zenders met een extreem groot vermogen nodig zijn.

### Polarisatierichting
De polarisatierichting heeft betrekking op het uitgestraalde en ontvangen elektrische veld. Voor de meeste antennes moeten de elementen (draad, dipool, reflector en directors in een Yagi-antenne) in het vlak van de polarisatierichting liggen. De as van magnetische antennes, zoals ferrietstaafantennes, moet juist loodrecht op de polarisatierichting van het E-veld staan.
Gebruikt worden:
- Horizontale polarisatie, E-veld evenwijdig aan het aardoppervlak
- Verticale polarisatie, E-veld loodrecht op het aardoppervlak
- Circulaire polarisatie. In dat geval worden twee loodrecht op elkaar staande antennes gebruikt die een 90° verschoven signaal afgeven.

### Antenneversterking
Voor zowel zend- als ontvangstantennes is de antenneversterking (ook wel antennewinst genoemd, Engels: antenna gain) een belangrijke eigenschap. De versterking wordt meestal opgegeven ten opzichte van zogenaamde isotrope straler. Dat is een denkbeeldige (niet bestaande, theoretisch zelfs onmogelijke) antenne, die in alle richtingen even sterk straalt (Duits: Kugelstrahler). Indien de antenne als zendantenne gebruikt wordt en we van verliesvrije antennes uitgaan is de versterking gedefinieerd als:
{\displaystyle G={\frac {\text{stralingsdichtheid van de antenne}}{\text{stralingsdichtheid van een isotrope straler}}}}
waarbij de stralingsdichtheid van de antenne die in de voorkeursrichting is.
De stralingsdichtheid wordt op grote afstand gemeten (minimaal enkele golflengtes van de antenne verwijderd) en kan bijvoorbeeld uitgedrukt worden in watt/sr.
De antenneversterking wordt meestal in decibel (dB) uitgedrukt:
antenneversterking (dB) = 10 · log(G).
De zo gedefinieerde versterking wordt als dB(i) aangeduid. Daarnaast is ook de aanduiding dB(d) in gebruik. Dat geeft de antenneversterking ten opzichte van een halve golflengte ({\displaystyle {\lambda }}/2) dipool aan. Omdat de antenneversterking van een {\displaystyle {\lambda }}/2 dipool 2,15 dB(i) is, zijn dB(d)-waardes 2,15 dB lager dan dB(i)-waardes.
antenneversterking in dBd = antenneversterking in dBi − 2,15 dB
antenneversterking in dBi = antenneversterking in dBd + 2,15 dB

### Effectief antenne-oppervlak
Een ontvangstantenne onttrekt een bepaald vermogen aan het ontvangen elektromagnetisch veld.
Als er in het veld een stralingsdichtheid van Psp,veld (W/m2) aanwezig is, en de antenne onttrekt daaruit een vermogen Pantenne, dan volgt de effectieve antenne-oppervlakte Aeff uit:
{\displaystyle A_{\mathrm {eff} }={\frac {P_{\mathrm {antenne} }}{P_{\mathrm {sp,veld} }}}}
Er is een verband tussen het antenne-oppervlak Aeff en de antennewinst G:
{\displaystyle A_{\mathrm {eff} }={\frac {\lambda ^{2}\cdot G}{4\cdot \pi }}}

### Antenne-impedantie
De aansluiting van de antenne heeft elektrisch een bepaalde impedantie. Antennes worden meestal zo geconstrueerd, dat deze impedantie zo goed mogelijk overeenkomt met de impedantie van gangbare antennekabels, zoals 50 ohm of 75 ohm voor coaxkabels, of (vroeger) voor de symmetrische 240 of 300 ohm kabels. Veel antennes voor commercieel gebruik hebben een ingebouwde aanpassingstransformator die bijvoorbeeld het symmetrische signaal van een dipoolantenne omzet in het asymmetrische signaal nodig om een coaxkabel aan te sluiten.

### Stralingsdiagram

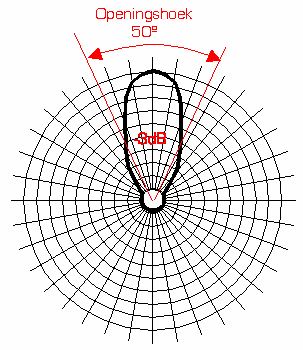
Stralingsdiagram en openingshoek van een richtantenne. Uitgestraald vermogen of ontvangen vermogen als functie van de hoek

In een stralingsdiagram wordt weergegeven hoe een antenne de straling bundelt (zenden) of hoe de antenne reageert op signalen uit diverse richtingen (ontvangen). Antennes zijn reciprook; een zendantenne heeft, indien als ontvangstantenne gebruikt, dezelfde richtingsgevoeligheid.
In het in de figuur getoonde stralingsdiagram is het uitgestraalde vermogen bij zenden onder een hoek van 25° de helft van het maximum in de richting van de hoofdas. Omgekeerd zal als de hoofdas 25° van de zenderrichting afwijkt het aan een ontvanger afgegeven vermogen de helft zijn van het maximum bij uitrichting exact op de zender.
Voor Yagi-antennes is het stralingsdiagram verschillend voor het vlak door de lengterichting van de dipool en het vlak loodrecht daarop. Voor een schotelantenne is het stralingsdiagram in alle richtingen vrijwel gelijk.
Grofweg worden antennes naar hun stralingsdiagram ingedeeld in drie categorieën:
- de omni-antenne; deze straalt of ontvangt rondom
- de sectorale antenne; deze straalt of ontvangt met een hoek van 60°.
- de richtantenne; deze straalt of ontvangt met een zo gering mogelijke hoek (< 20°) gericht op een bepaald punt.

### Openingshoek
De openingshoek is de hoek tussen de richtingen waarbij de antennewinst met 3dB is afgenomen. Een grote antenneversterking G gaat altijd samen met een kleine openingshoek: de antenneversterking is een gevolg van het meer bundelen van de energie, waardoor als gevolg de openingshoek in één of beide vlakken kleiner wordt (horizontaal en/of verticaal). 
Bij gsm-basistations worden antennes gebruikt waarbij de verticale openingshoek erg klein is (zeer gericht richting horizon) en de horizontale openingshoek iets meer dan 90 of 120 graden is. Hierdoor kan met drie of vier antennes de gehele omtrek worden voorzien van gsm-verkeer.

### Bandbreedte
De bandbreedte geeft aan voor welke frequenties een antenne gebruikt kan worden. De meeste UHF-antennes zijn geschikt voor de gehele TV UHF-omroepband IV/V, (470 MHz tot 860 MHz) hoewel dat vaak enigszins ten koste gaat van de antenne-eigenschappen.
Het beste resultaat wordt bereikt door een smalbandige antenne die dus optimaal op één frequentie werkt. Toepassingen vereisen vaak een groter frequentiegebied, waardoor er concessies moeten worden gedaan. Door middel van de dikte van de stralers (omtrek stralend oppervlak) kan de antenne geschikt worden gemaakt voor een grotere bandbreedte.
Ten behoeve van zeer grote bandbreedtes zijn log-periodische antennes ontwikkeld: deze antennes hebben een verlopende afmeting. Met dit principe zijn antennes te maken die bijvoorbeeld van 100 MHz tot 1300 MHz kunnen worden gebruikt.

### Voor/achter verhouding
Deze verhouding geeft de gevoeligheid van de antenne in de hoofdrichting (maximale gevoeligheid of maximaal uitgestraald vermogen) aan ten opzichte van de gevoeligheid (uitgestraald vermogen) aan de achterzijde (dus 180° gedraaid ten opzichte van de hoofdrichting).

### Verkeerd gebruik term antenne
In toenemende mate wordt het woord 'antenne' gebruikt terwijl men bedoelt een zender of ontvanger met een antenne. Bijvoorbeeld: een modem met meerdere antennes. Bedoeld wordt een modem met meerdere zend/ontvangmodules (met hun eigen antenne). 